# اللجنة السعودية للسامبو
اللجنة السعودية للسامبو هي إحدى الاتحادات الرسمية المعنية بتطوير رياضة الدفاع عن النفس في السعودية، وهي الجهة الراعية لرياضة السامبو في المملكة العربية السعودية، وقد تأسست تحت إشراف وزارة الرياضة واللجنة الأولمبية والبارالمبية السعودية.

## التأسيس
تأسست لجنة سامبو السعودية بموجب المرسوم الملكي رقم (55 / م) وتاريخ 19 رجب 1407 هـ بإنشاء اتحادات رياضية في المملكة وبقرار رئيس اللجنة الأولمبية السعودية بتاريخ 17 ربيع الأول 1439 هـ. الرئيس التنفيذي: الاستاذ أحمد سعود، وتشرف عليه وزارة الرياضة.

### أعضاء مجلس الإدارة
| الاسم                       | المنصب        |
| --------------------------- | ------------- |
| عبدالرحمن بن منصور بن خثيلة | سابقاً         |
| عادل سعود                   | الرئيس المؤقت |
| نورة العفالق                | نائب الرئيس   |
| نواف الثنيان                | عضو           |
| فيصل السلطان                | عضو           |
| أحمد بن عبدالكريم مازي      | عضو           |

## العضويات
اللجنة عضو في الاتحاد الدولي للسامبو، والاتحاد الآسيوي للسامبو، ونائب رئيس بالاتحاد الغرب آسيوي للسامبو. رئيس والامين العام للاتحاد العربي للسامبو.

## وصلات خارجية
- الموقع الرسمي